# Brad Werenka
John Bradley "Brad" Werenka, född 12 februari 1969 i Two Hills i Alberta, är en kanadensisk före detta ishockeyspelare.
Werenka blev olympisk silvermedaljör i ishockey vid vinterspelen 1994 i Lillehammer.